# Stopnie wojskowe w Armii Czerwonej w latach 1943–1955
Artykuł prezentuje stopnie wojskowe, które obowiązywały w Armii Czerwonej i Armii Radzieckiej od 6 stycznia 1943 (postanowieniem Prezydium Rady Najwyższej ZSRR) do 3 marca 1955 roku.

## Mundury wyjściowe i galowe
| Nazwa                  | Generał armii | Marszałek rodzaju wojsk                | Marszałek rodzaju wojsk                | Marszałek rodzaju wojsk                | Marszałek rodzaju wojsk | Marszałek rodzaju wojsk | Główny marszałek rodzaju wojsk | Główny marszałek rodzaju wojsk | Główny marszałek rodzaju wojsk | Główny marszałek rodzaju wojsk | Główny marszałek rodzaju wojsk | Marszałek Związku Radzieckiego, Generalissimus Związku Radzieckiego |
| ---------------------- | ------------- | -------------------------------------- | -------------------------------------- | -------------------------------------- | ----------------------- | ----------------------- | ------------------------------ | ------------------------------ | ------------------------------ | ------------------------------ | ------------------------------ | ------------------------------------------------------------------- |
| Pagony                 |               | luty-listopad 1943 · od listopada 1943 | luty-listopad 1943 · od listopada 1943 | luty-listopad 1943 · od listopada 1943 |                         |                         |                                |                                |                                |                                |                                |                                                                     |
| Emblemat rodzaju wojsk |               | Artyleria                              | Lotnictwo                              | Wojska pancerne                        | Wojska łączności        | Wojska inżynieryjne     | Artyleria                      | Lotnictwo                      | Wojska pancerne                | Wojska łączności               | Wojska inżynieryjne            |                                                                     |
| Kod NATO               | OF-9          | OF-9                                   | OF-9                                   | OF-9                                   | OF-9                    | OF-9                    | OF-9                           | OF-9                           | OF-9                           | OF-9                           | OF-9                           | OF-10                                                               |

| Pagony | Młodsi i starsi oficerowie                         | Młodsi i starsi oficerowie         | Młodsi i starsi oficerowie                         | Młodsi i starsi oficerowie       | Młodsi i starsi oficerowie   | Młodsi i starsi oficerowie                 | Młodsi i starsi oficerowie           | Wyżsi oficerowie            | Wyżsi oficerowie                    | Wyżsi oficerowie                    | Wyżsi oficerowie |
| --- | -------------------------------------------------- | ---------------------------------- | -------------------------------------------------- | -------------------------------- | ---------------------------- | ------------------------------------------ | ------------------------------------ | --------------------------- | ----------------------------------- | ----------------------------------- | ---------------- |
| Wojska strzeleckie Piechota                                                                                          |                                                    |                                    |                                                    |                                  |                              |                                            |                                      |                             |                                     |                                     |                  |
| Kawaleria |                                                    |                                    |                                                    |                                  |                              |                                            |                                      |                             |                                     |                                     |                  |
| Lotnictwo |                                                    |                                    |                                                    |                                  |                              |                                            |                                      |                             |                                     |                                     |                  |
| Służba inżynieryjno-lotnicza                                                                                         |                                                    |                                    |                                                    |                                  |                              |                                            |                                      |                             |                                     |                                     |                  |
| Artyleria |                                                    |                                    |                                                    |                                  |                              |                                            |                                      |                             |                                     |                                     |                  |
| Służba inżynieryjno-artyleryjska                                                                                     |                                                    |                                    |                                                    |                                  |                              |                                            |                                      |                             |                                     |                                     |                  |
| Wojska pancerne |                                                    |                                    |                                                    |                                  |                              |                                            |                                      |                             |                                     |                                     |                  |
| Personel inżynieryjno-techniczny wojsk pancernych                                                                    |                                                    |                                    |                                                    |                                  |                              |                                            |                                      |                             |                                     |                                     |                  |
| Wojska samochodowe                                                                                                   |                                                    |                                    |                                                    |                                  |                              |                                            |                                      |                             |                                     |                                     |                  |
| Personel inżynieryjno-techniczny wojsk samochodowych                                                                 |                                                    |                                    |                                                    |                                  |                              |                                            |                                      |                             |                                     |                                     |                  |
| Służba medyczna |                                                    |                                    |                                                    |                                  |                              |                                            |                                      |                             |                                     |                                     |                  |
| Służba weterynaryjna                                                                                                 |                                                    |                                    |                                                    |                                  |                              |                                            |                                      |                             |                                     |                                     |                  |
| Służba wojskowo-sądownicza                                                                                           |                                                    |                                    |                                                    |                                  |                              |                                            |                                      |                             |                                     |                                     |                  |
| Służba logistyczna                                                                                                   |                                                    |                                    |                                                    |                                  |                              |                                            |                                      |                             |                                     |                                     |                  |
| Wojska inżynieryjne                                                                                                  |                                                    |                                    |                                                    |                                  |                              |                                            |                                      |                             |                                     |                                     |                  |
| Personel inżynieryjno-techniczny wojsk inżynieryjnych                                                                |                                                    |                                    |                                                    |                                  |                              |                                            |                                      |                             |                                     |                                     |                  |
| Wojska łączności |                                                    |                                    |                                                    |                                  |                              |                                            |                                      |                             |                                     |                                     |                  |
| Personel inżynieryjno-techniczny wojsk łączności                                                                     |                                                    |                                    |                                                    |                                  |                              |                                            |                                      |                             |                                     |                                     |                  |
| Wojska inżynieryjne: Wojska drogowe                                                                                  |                                                    |                                    |                                                    |                                  |                              |                                            |                                      |                             |                                     |                                     |                  |
| Personel inżynieryjno-techniczny wojsk drogowych                                                                     |                                                    |                                    |                                                    |                                  |                              |                                            |                                      |                             |                                     |                                     |                  |
| Wojska inżynieryjne: Wojska kolejowe Służba informacyjno-propagandowa                                                |                                                    |                                    |                                                    |                                  |                              |                                            |                                      |                             |                                     |                                     |                  |
| Personel inżynieryjno-techniczny wojsk kolejowych Personel inżynieryjno-techniczny służby informacyjno-propagandowej |                                                    |                                    |                                                    |                                  |                              |                                            |                                      |                             |                                     |                                     |                  |
| Wojska inżynieryjne: Wojska pontonowe                                                                                |                                                    |                                    |                                                    |                                  |                              |                                            |                                      |                             |                                     |                                     |                  |
| Personel inżynieryjno-techniczny wojsk ponotonowych                                                                  |                                                    |                                    |                                                    |                                  |                              |                                            |                                      |                             |                                     |                                     |                  |
| Wojska inżynieryjne: Wojska saperskie                                                                                |                                                    |                                    |                                                    |                                  |                              |                                            |                                      |                             |                                     |                                     |                  |
| Personel inżynieryjno-techniczny wojsk saperskich                                                                    |                                                    |                                    |                                                    |                                  |                              |                                            |                                      |                             |                                     |                                     |                  |
| Służba topograficzna                                                                                                 |                                                    |                                    |                                                    |                                  |                              |                                            |                                      |                             |                                     |                                     |                  |
| Personel inżynieryjno-techniczny służby topograficznej                                                               |                                                    |                                    |                                                    |                                  |                              |                                            |                                      |                             |                                     |                                     |                  |
| Wojska chemiczne |                                                    |                                    |                                                    |                                  |                              |                                            |                                      |                             |                                     |                                     |                  |
| Służba inżynieryjno-techniczna wojsk chemicznych                                                                     |                                                    |                                    |                                                    |                                  |                              |                                            |                                      |                             |                                     |                                     |                  |
| Wojska inżynieryjne: Wojska elektrotechniczne                                                                        |                                                    |                                    |                                                    |                                  |                              |                                            |                                      |                             |                                     |                                     |                  |
| Personel inżynieryjno-techniczny wojsk elektrotechnicznych                                                           |                                                    |                                    |                                                    |                                  |                              |                                            |                                      |                             |                                     |                                     |                  |
| Nazwa | Młodszy porucznik Младший лейтенант                | Porucznik Лейтенант                | Starszy porucznik Старший лейтенант                | Kapitan Капитан                  | Major Майор                  | Podpułkownik Подполковник                  | Pułkownik Полковник                  | Generał major Генерал-майор | Generał porucznik Генерал-лейтенант | Generał pułkownik Генерал-полковник |                  |
| Stopnie inżynierów                                                                                                   | Młodszy technik-porucznik Младший техник-лейтенант | Technik porucznik Техник-лейтенант | Starszy technik porucznik Старший техник-лейтенант | Inżynier kapitan Инженер-капитан | Inżynier major Инженер-майор | Inżynier podpułkownik Инженер-подполковник | Inżynier pułkownik Инженер-полковник | Generał major Генерал-майор | Generał porucznik Генерал-лейтенант | Generał pułkownik Генерал-полковник |                  |
| Kod NATO | OF-1                                               | OF-1                               | OF-1                                               | OF-2                             | OF-3                         | OF-4                                       | OF-5                                 | OF-6                        | OF-7                                | OF-8                                |                  |

| Pagony                                            | Szeregowi i sierżanci                         | Szeregowi i sierżanci        | Szeregowi i sierżanci            | Szeregowi i sierżanci | Szeregowi i sierżanci            | Szeregowi i sierżanci |
| ------------------------------------------------- | --------------------------------------------- | ---------------------------- | -------------------------------- | --------------------- | -------------------------------- | --------------------- |
| Wojska strzeleckie Piechota                       |                                               |                              |                                  |                       |                                  |                       |
| Kawaleria                                         | 214 Pułk Kawalerii                            |                              |                                  |                       |                                  |                       |
| Lotnictwo                                         |                                               | 108 Pułk Lotnictwa Bombowego |                                  |                       |                                  |                       |
| Artyleria                                         |                                               |                              |                                  |                       |                                  |                       |
| Wojska pancerne                                   |                                               |                              |                                  |                       |                                  |                       |
| Wojska samochodowe                                |                                               |                              |                                  |                       |                                  | 77 Pułk Samochodowy   |
| Służba medyczna                                   |                                               |                              |                                  |                       |                                  |                       |
| Służba weterynaryjna                              |                                               |                              |                                  |                       |                                  |                       |
| Wojska inżynieryjne                               |                                               |                              |                                  |                       |                                  |                       |
| Wojska łączności                                  |                                               |                              |                                  |                       |                                  |                       |
| Wojska drogowe                                    |                                               |                              |                                  |                       |                                  |                       |
| Wojska kolejowe, Służba informacyjno-propagandowa | 4 Brygada Kolejowa                            |                              |                                  |                       |                                  |                       |
| Wojska pontonowe                                  |                                               |                              |                                  |                       |                                  |                       |
| Wojska saperskie                                  |                                               |                              |                                  |                       |                                  |                       |
| Służba topograficzna                              |                                               |                              |                                  |                       |                                  |                       |
| Wojska chemiczne                                  |                                               |                              |                                  |                       |                                  |                       |
| Wojska elektrotechniczne                          |                                               |                              |                                  |                       |                                  |                       |
| Nazwa                                             | Czerwonoarmista (od 1946 szeregowy – Рядовой) | Kapral Ефрейтор              | Młodszy sierżant Младший сержант | Sierżant Сержант      | Starszy sierżant Старший сержант | Starszyna Старшина    |
| Kod NATO                                          | OR-1                                          | OR-4                         | OR-5                             | OR-6                  | OR-7                             | OR-8                  |

## Mundury polowe
| Nazwa                  | Generał armii | Marszałek rodzaju wojsk                | Marszałek rodzaju wojsk                | Marszałek rodzaju wojsk                | Marszałek rodzaju wojsk | Marszałek rodzaju wojsk | Główny marszałek rodzaju wojsk | Główny marszałek rodzaju wojsk | Główny marszałek rodzaju wojsk | Główny marszałek rodzaju wojsk | Główny marszałek rodzaju wojsk | Marszałek Związku Radzieckiego, Generalissimus Związku Radzieckiego |
| ---------------------- | ------------- | -------------------------------------- | -------------------------------------- | -------------------------------------- | ----------------------- | ----------------------- | ------------------------------ | ------------------------------ | ------------------------------ | ------------------------------ | ------------------------------ | ------------------------------------------------------------------- |
| Pagony                 |               | luty-listopad 1943 · od listopada 1943 | luty-listopad 1943 · od listopada 1943 | luty-listopad 1943 · od listopada 1943 |                         |                         |                                |                                |                                |                                |                                |                                                                     |
| Emblemat rodzaju wojsk |               | Artyleria                              | Lotnictwo                              | Wojska pancerne                        | Wojska łączności        | Wojska inżynieryjne     | Artyleria                      | Lotnictwo                      | Wojska pancerne                | Wojska łączności               | Wojska inżynieryjne            |                                                                     |
| Kod NATO               | OF-9          | OF-9                                   | OF-9                                   | OF-9                                   | OF-9                    | OF-9                    | OF-9                           | OF-9                           | OF-9                           | OF-9                           | OF-9                           | OF-10                                                               |

| Pagony | Młodsi i starsi oficerowie                         | Młodsi i starsi oficerowie           | Młodsi i starsi oficerowie                         | Młodsi i starsi oficerowie         | Młodsi i starsi oficerowie     | Młodsi i starsi oficerowie                   | Młodsi i starsi oficerowie             | Wyżsi oficerowie            | Wyżsi oficerowie                    | Wyżsi oficerowie                    | Wyżsi oficerowie |
| --- | -------------------------------------------------- | ------------------------------------ | -------------------------------------------------- | ---------------------------------- | ------------------------------ | -------------------------------------------- | -------------------------------------- | --------------------------- | ----------------------------------- | ----------------------------------- | ---------------- |
| Piechota |                                                    |                                      |                                                    |                                    |                                |                                              |                                        |                             |                                     |                                     |                  |
| Kawaleria |                                                    |                                      |                                                    |                                    |                                |                                              |                                        |                             |                                     |                                     |                  |
| Wojska pancerne Wojska samochodowe |                                                    | Technik-porucznik (Техник-лейтенант) |                                                    | Inżynier kapitan (Инженер-капитан) |                                |                                              | Inżynier pułkownik (Инженер-полковник) |                             |                                     |                                     |                  |
| Lotnictwo Służba inżynieryjno-lotnicza |                                                    | Technik porucznik (Техник-лейтенант) |                                                    |                                    |                                | Inżynier podpułkownik (Инженер-подполковник) |                                        |                             |                                     |                                     |                  |
| Artyleria |                                                    | Technik porucznik (Техник-лейтенант) |                                                    |                                    | Inżynier major (Инженер-майор) |                                              |                                        |                             |                                     |                                     |                  |
| Służba medyczna |                                                    |                                      |                                                    |                                    |                                |                                              |                                        |                             |                                     |                                     |                  |
| Służba weterynaryjna |                                                    |                                      |                                                    |                                    |                                |                                              |                                        |                             |                                     |                                     |                  |
| Służba wojskowo-sądownicza |                                                    |                                      |                                                    |                                    |                                |                                              |                                        |                             |                                     |                                     |                  |
| Służba kwatermistrzowska |                                                    |                                      |                                                    |                                    |                                |                                              |                                        |                             |                                     |                                     |                  |
| Wojska techniczne Wojska inżynieryjne Wojska łączności Wojska inżynieryjne: Wojska drogowe Wojska inżynieryjne: Wojska kolejowe Służba wojskowo-propagandowa Wojska inżynieryjne: Wojska pontonowe Wojska inżynieryjne: Wojska saperskie Służba topograficzna Wojska chemiczne Wojska inżynieryjne: Wojska elektrotechniczne |                                                    |                                      |                                                    | Inżynier-kapitan (Инженер-капитан) |                                |                                              |                                        |                             |                                     |                                     |                  |
| Nazwa | Młodszy porucznik Младший лейтенант                | Porucznik Лейтенант                  | Starszy porucznik Старший лейтенант                | Kapitan Капитан                    | Major Майор                    | Podpułkownik Подполковник                    | Pułkownik Полковник                    | Generał major Генерал-майор | Generał porucznik Генерал-лейтенант | Generał pułkownik Генерал-полковник |                  |
| Stopnie inżynierów | Młodszy technik-porucznik Младший техник-лейтенант | Technik porucznik Техник-лейтенант   | Starszy technik porucznik Старший техник-лейтенант | Inżynier kapitan Инженер-капитан   | Inżynier major Инженер-майор   | Inżynier podpułkownik Инженер-подполковник   | Inżynier pułkownik Инженер-полковник   | Generał major Генерал-майор | Generał porucznik Генерал-лейтенант | Generał pułkownik Генерал-полковник |                  |
| Kod NATO | OF-1                                               | OF-1                                 | OF-1                                               | OF-2                               | OF-3                           | OF-4                                         | OF-5                                   | OF-6                        | OF-7                                | OF-8                                |                  |

| Pagony                                         | Szeregowi i sierżanci                                      | Szeregowi i sierżanci | Szeregowi i sierżanci            | Szeregowi i sierżanci | Szeregowi i sierżanci            | Szeregowi i sierżanci |
| ---------------------------------------------- | ---------------------------------------------------------- | --------------------- | -------------------------------- | --------------------- | -------------------------------- | --------------------- |
| Piechota                                       |                                                            |                       |                                  |                       |                                  |                       |
| Kawaleria                                      |                                                            |                       |                                  |                       |                                  |                       |
| Lotnictwo                                      |                                                            |                       |                                  |                       |                                  |                       |
| Artyleria, Wojska pancerne, Wojska samochodowe |                                                            |                       |                                  |                       |                                  |                       |
| Służba medyczna, Służba weterynaryjna          |                                                            |                       |                                  |                       |                                  |                       |
| Wojska techniczne                              |                                                            |                       |                                  |                       |                                  |                       |
| Nazwa                                          | Czerwonoarmista Красноармеец (od 1946 szeregowy – Рядовой) | Kapral Ефрейтор       | Młodszy sierżant Младший сержант | Sierżant Сержант      | Starszy sierżant Старший сержант | Starszyna Старшина    |
| Kod NATO                                       | OR-1                                                       | OR-4                  | OR-5                             | OR-6                  | OR-7                             | OR-8                  |

## Stopnie wojskowe weFlocie Czerwonej
| Pagony                               | Młodsi oficerowie                   | Młodsi oficerowie   | Młodsi oficerowie                   | Młodsi oficerowie                   | Starsi oficerowie                    | Starsi oficerowie                   | Starsi oficerowie                  | Wyżsi oficerowie           | Wyżsi oficerowie         | Wyżsi oficerowie | Wyżsi oficerowie            | Wyżsi oficerowie                   |
| ------------------------------------ | ----------------------------------- | ------------------- | ----------------------------------- | ----------------------------------- | ------------------------------------ | ----------------------------------- | ---------------------------------- | -------------------------- | ------------------------ | ---------------- | --------------------------- | ---------------------------------- |
| Pagony służby okrętowej              |                                     |                     |                                     |                                     |                                      |                                     |                                    |                            |                          |                  |                             |                                    |
| Pagony służby inżynieryjno-okrętowej |                                     |                     |                                     |                                     |                                      |                                     |                                    |                            |                          |                  |                             |                                    |
| Oznaczenia na rękawach               |                                     |                     |                                     |                                     |                                      |                                     |                                    |                            |                          |                  |                             |                                    |
| Nazwa                                | Młodszy porucznik Младший лейтенант | Porucznik Лейтенант | Starszy porucznik Старший лейтенант | Kapitan-porucznik Капитан-лейтенант | Kapitan III rangi Капитан 3-го ранга | Kapitan II rangi Капитан 2-го ранга | Kapitan I rangi Капитан 1-го ранга | Kontradmirał Контр-адмирал | Wiceadmirał Вице-адмирал | Admirał Адмирал  | Admirał floty Адмирал флота | Admirał floty Związku Radzieckiego |
| Stopnie inżynierów                   | Младший техник-лейтенант            | Техник-лейтенант    | Старший техник-лейтенант            | Инженер-капитан-лейтенант           | Инженер-Капитан 3 ранга              | Инженер-Капитан 2 ранга             | Инженер-Капитан 1 ранга            | Инженер-Контр-адмирал      | Инженер-Вице-адмирал     | Инженер-Адмирал  | Инженер-Адмирал             | Инженер-Адмирал                    |

| Pagony                         | Marynarze                  | Marynarze                                  | Sierżanci                            | Sierżanci                           | Sierżanci                         | Sierżanci                |
| ------------------------------ | -------------------------- | ------------------------------------------ | ------------------------------------ | ----------------------------------- | --------------------------------- | ------------------------ |
| Pagony na płaszczu i buszłacie | Flota Czarnomorska         | Flotylla Kaspijska                         | Flotylla Dunajska/Dnieprowska        | Flota Oceanu Spokojnego             | Flota Bałtycka                    |                          |
| Pagony na koszuli flanelowej   |                            |                                            |                                      |                                     |                                   |                          |
| Nazwa                          | Krasnofłotiec Краснофлотец | Starszy krasnofłotiec Старший краснофлотец | Starszyna II rangi Старшина 2 статьи | Starszyna I rangi Старшина 1 статьи | Główny starszyna Главный старшина | Chorąży marynarki Мичман |

Służba brzegowa Floty Czerwonej
| Pagony                      | Korpus szeregowych                                                             | Korpus szeregowych                         | Korpus podoficerów               | Korpus podoficerów         | Korpus podoficerów               | Korpus podoficerów |
| --------------------------- | ------------------------------------------------------------------------------ | ------------------------------------------ | -------------------------------- | -------------------------- | -------------------------------- | ------------------ |
| Pagony na płaszcz i buszłat | Oneska Flotylla Wojenna                                                        | Flota Północna                             | Flota Czarnomorska               | Kaspijska Flotylla Wojenna | Flotylla Amurska                 |                    |
| Pagony na koszulę flanelową | Jednostki i instytucje Floty Czerwonej, niewchodzące w skład flot lub flotylli |                                            |                                  |                            |                                  |                    |
| Nazwa                       | Krasnofłotiec Краснофлотец                                                     | Starszy krasnofłotiec Старший краснофлотец | Młodszy sierżant Младший сержант | Sierżant Сержант           | Starszy sierżant Старший сержант | Starszyna Старшина |

| Pagony                                | Młodsi oficerowie                                  | Młodsi oficerowie                  | Młodsi oficerowie                                  | Młodsi oficerowie                | Starsi oficerowie            | Starsi oficerowie                          | Starsi oficerowie                    | Wyżsi oficerowie                             | Wyżsi oficerowie                                     | Wyżsi oficerowie                                     |  |
| ------------------------------------- | -------------------------------------------------- | ---------------------------------- | -------------------------------------------------- | -------------------------------- | ---------------------------- | ------------------------------------------ | ------------------------------------ | -------------------------------------------- | ---------------------------------------------------- | ---------------------------------------------------- |  |
| Pagony (służba brzegowa)              |                                                    |                                    |                                                    |                                  |                              |                                            |                                      |                                              |                                                      |                                                      |  |
| Nazwa                                 | Młodszy porucznik Младший лейтенант                | Porucznik Лейтенант                | Starszy porucznik Старший лейтенант                | Kapitan Капитан                  | Major Майор                  | Podpułkownik Подполковник                  | Pułkownik Полковник                  | Generał major Генерал-майор                  | Generał porucznik Генерал-лейтенант                  | Generał pułkownik Генерал-полковник                  |  |
| Pagony (służba inżynieryjno-brzegowa) |                                                    |                                    |                                                    |                                  |                              |                                            |                                      |                                              |                                                      |                                                      |  |
| Stopnie inżynierów                    | Młodszy technik-porucznik Младший техник-лейтенант | Technik-porucznik Техник-лейтенант | Starszy technik-porucznik Старший техник-лейтенант | Inżynier kapitan Инженер-капитан | Inżynier major Инженер-майор | Inżynier podpułkownik Инженер-подполковник | Inżynier pułkownik Инженер-полковник | Inżynier generał major Инженер-генерал-майор | Inżynier generał porucznik Инженер-генерал-лейтенант | Inżynier generał pułkownik Инженер-генерал-полковник |  |

Służba lotnicza Floty Czerwonej
| Pagony                      | Korpus szeregowych         | Korpus szeregowych                         | Korpus podoficerów               | Korpus podoficerów                               | Korpus podoficerów               | Korpus podoficerów |
| --------------------------- | -------------------------- | ------------------------------------------ | -------------------------------- | ------------------------------------------------ | -------------------------------- | ------------------ |
| Pagony na płaszcz i buszłat | Flota Czarnomorska         | Flota Bałtycka                             | Flota Północna                   | Jednostki niewchodzące w skład flot lub flotylli | Flota Oceanu Spokojnego          |                    |
| Pagony na koszulę flanelową | Kaspijska flotylla wojenna |                                            |                                  |                                                  |                                  |                    |
| Nazwa                       | Krasnofłotiec Краснофлотец | Starszy krasnofłotiec Старший краснофлотец | Młodszy sierżant Младший сержант | Sierżant Сержант                                 | Starszy sierżant Старший сержант | Starszyna Старшина |

| Pagony                                | Młodsi oficerowie                                  | Młodsi oficerowie                  | Młodsi oficerowie                                  | Młodsi oficerowie                | Starsi oficerowie            | Starsi oficerowie                          | Starsi oficerowie                    | Wyżsi oficerowie                                                                                | Wyżsi oficerowie                                                                               | Wyżsi oficerowie                                                                               |  |
| ------------------------------------- | -------------------------------------------------- | ---------------------------------- | -------------------------------------------------- | -------------------------------- | ---------------------------- | ------------------------------------------ | ------------------------------------ | ----------------------------------------------------------------------------------------------- | ---------------------------------------------------------------------------------------------- | ---------------------------------------------------------------------------------------------- |  |
| Pagony (służba lotnicza)              |                                                    |                                    |                                                    |                                  |                              |                                            |                                      |                                                                                                 |                                                                                                |                                                                                                |  |
| Nazwa                                 | Młodszy porucznik Младший лейтенант                | Porucznik Лейтенант                | Starszy porucznik Старший лейтенант                | Kapitan Капитан                  | Major Майор                  | Podpułkownik Подполковник                  | Pułkownik Полковник                  | Generał major lotnictwa Генерал-майор авиации                                                   | Generał porucznik lotnictwa Генерал-лейтенант авиации                                          | Generał pułkownik lotnictwa Генерал-полковник авиации                                          |  |
| Pagony (służba inżynieryjno-lotnicza) |                                                    |                                    |                                                    |                                  |                              |                                            |                                      |                                                                                                 |                                                                                                |                                                                                                |  |
| Stopnie inżynierów                    | Młodszy technik-porucznik Младший техник-лейтенант | Technik-porucznik Техник-лейтенант | Starszy technik-porucznik Старший техник-лейтенант | Inżynier kapitan Инженер-капитан | Inżynier major Инженер-майор | Inżynier podpułkownik Инженер-подполковник | Inżynier pułkownik Инженер-полковник | Inżynier generał major służby inżynieryjno-lotniczej Генерал-майор инженерно-авиационной службы | Generał porucznik służby inżynieryjno-lotniczej Генерал-лейтенант инженерно-авиационной службы | Generał pułkownik służby inżynieryjno-lotniczej Генерал-полковник инженерно-авиационной службы |  |